# Helen Shivers
Helen Shivers (Helen Rivers nel libro originale) è un personaggio immaginario del franchise So cosa hai fatto, dove è stata interpretata da Sarah Michelle Gellar.
Sebbene il film abbia ricevuto un'accoglienza contrastante, il personaggio di Helen ha ricevuto consensi unanimi per la sua caratterizzazione e lo sviluppo nel corso della storia (per gli horror dell'epoca era inusuale che i personaggi adolescenti fossero approfonditi o che avessero un particolare arco narrativo); ciò portò molti a sostenere che Helen avrebbe meritato di essere la final girl del film al posto di Julie James.

## Il personaggio

### Libro
Helen Rivers è una ragazza proveniente da una famiglia numerosa e in difficoltà finanziarie, ragion per cui abbandona la scuola superiore per cercare lavoro; riesce a lanciarsi in una carriera televisiva di successo come presentatrice. A scuola, Helen è osteggiata dalle compagne che la invidiano per la sua relazione con Barry ed è una studentessa mediocre; è convinta che lei e Barry si sposeranno dopo gli studi ma, al contrario, Barry non la ama e la frequenta solo per la sua bellezza, senza farsi scrupoli nel tradirla ripetutamente con altre ragazze. Inoltre, Helen è vittima degli abusi verbali di Elsa, la sua amareggiata sorella maggiore, che è risentita della sua bellezza e della sua fama in tv. 
Un'estate, mentre sta guidando con il suo ragazzo Barry Cox e i loro amici Julie James e Ray Bronson, investono accidentalmente un ragazzo in bicicletta che muore sul colpo; il gruppo se ne va senza prestare soccorso. Un anno dopo l'incidente, Julie rivela a Helen di aver ricevuto una lettera anonima che dice "so cosa hai fatto l'estate scorsa"; Helen fa poi la conoscenza con Collingsworth Wilson, un nuovo e avvenente vicino. Anche lei inizia a ricevere minacce che alludono all'incidente con il ragazzo in bici; successivamente, Collingsworth rivela essere il fratello maggiore della vittima, che vuole vendicarsi del gruppo ed Hellen scappa a un probabile tentativo di omicidio.
Helen riconosce che Barry non la ama e contatta la polizia affinché vada a casa di Julie, salvandola da Collingsworth. Viene fatto intendere che i ragazzi confesseranno alla polizia quanto fatto.

### Film
Helen Shivers è una ragazza attraente e popolare dell'ultimo anno di liceo. Il 4 luglio, Helen vince in concorso di bellezza cittadino e desidera trasferirsi a New York per cercare di intraprendere una carriera da attrice. Dopo essere andata in spiaggia con il suo ragazzo Barry e i loro amici Julie e Ray, fanno ritorno in auto, ma investono accidentalmente un pedone a causa del comportamento ubriaco di Ray. Il gruppo, temendo ripercussioni, getta il corpo in mare e si promette di non parlare mai più dell'accaduto.
Un anno dopo, presumibilmente tormentata dall'accaduto, Helen ha rinunciato al suo sogno e lavora nel negozio di famiglia, sotto le dipendenze della sorella maggiore Elsa, che la denigra ripetutamente in quanto gelosa di lei. Julie riceve una lettera con su scritto "So cosa hai fatto l'estate scorsa" e ne parla con gli amici, ma Barry convince gli altri che debba trattarsi di uno scherzo. Una mattina, Helen si sveglia e scopre che qualcuno le ha tagliato i capelli e le ha lasciato una scritta minacciosa nella stanza.
Helen deve partecipare come rappresentate alla nuova edizione del concorso di bellezza e assiste all'omicidio di Barry, ma il killer fa sparire il corpo subito dopo, pertanto Helen non viene creduta. Mentre un poliziotto la sta riportando a casa, vengono intercettati dall'assassino, che uccide anche l'agente e insegue Helen fino al negozio di famiglia. Il killer uccide anche Elsa e Helen salta dalla finestra del terzo piano, venendo però raggiunta dall'assassino e massacrata di pugnalate a pochi passi da una parata. Il suo cadavere viene poi scoperto da Julie.

## Sviluppo
Il personaggio trae origine dal romanzo del 1973 della scrittrice americana Lois Duncan, So cosa hai fatto; nel libro si chiama Helen Rivers, la sua famiglia è più povera e numerosa rispetto al film, riesce a ottenere un ruolo in televisione e non viene uccisa. Sarah Michelle Gellar è stata l'ultima degli attori principali ad essere scelta; nel film del 1997, è stata descritta come una "vincitrice di un concorso di bellezza locale che vuole diventare un'attrice". Shivers è inizialmente raffigurata come una reginetta di bellezza superficiale ed egoista, ma nel corso del film si rivela una persona molto affettuosa nonostante la sua vita familiare disfunzionale e la sua evidente solitudine.
Alexandra West afferma che il film allude costantemente alla sua attrattiva fisica e alla sua vanità superficiale, scrivendo che "Helen è costantemente inquadrata in porte e specchi, dando l'idea che sia un oggetto da guardare e che il suo aspetto sia la sua qualità più indelebile". Tuttavia, nota che ciò è in netto contrasto con i suoi profondi drammi personali che vengono rivelati più avanti nel film:
"Il regista Jim Gillespie rende chiaro che Helen è completamente e totalmente sola senza veri legami, tanto che sembra quasi sollevata quando iniziano ad apparire le note che dicono: "So cosa hai fatto l'estate scorsa", poiché le danno una scusa per riconnettersi con i suoi amici. La sua morte è in egual misura tesa e tragica."

## Nella cultura popolare
Il personaggio è stato parodiato sotto forma di Buffy Gilmore (il nome è un omaggio a Buffy l'ammazzavampiri, ruolo iconico di Gellar), un personaggio interpretato da Shannon Elizabeth nel film parodia diretto da Keenen Ivory Wayans Scary Movie (2000) e da Julie Benz in Shriek - Hai impegni per venerdì 17?. 
Nel 2018, Greer Grammer è stata scelta per interpretare il personaggio nella parodia musicale I Know What You Did Last Summer: The Unauthorized Musical, presentata in anteprima all'El Cid di Los Angeles.

## Accoglienza
L'interpretazione di Gellar nel film è stata accolta con grande successo. La sua interpretazione le è valsa un Blockbuster Entertainment Award come attrice non protagonista preferita in un horror e una nomination agli MTV Movie Award come miglior performance rivelazione.
Il personaggio ha ottenuto una notevole popolarità dall'uscita del film: sono stati riservati elogi per il suo notevole arco narrativo nel corso della storia, per la sua intraprendenza e astuzia nell'affrontare il killer, per l'interpretazione di Gellar e per la profondità del personaggio. La scena del suo inseguimento con il killer è stata considerata "iconica" per come sovverte le aspettative del pubblico. Dall'uscita del film, molti hanno sostenuto che il ruolo di final girl sarebbe spettato ad Helen piuttosto che a Julie James.